# Maurício Alves Peruchi
Maurício Alves Peruchi (Montanha, 2 januari 1990 – Gauchy, 12 april 2014) was een Braziliaans voetballer die als aanvaller speelde. Hij bezat tevens de Italiaanse nationaliteit.
Peruchi brak door bij Fluminense, waarmee hij de Copa do Brasil won, en ging voor 700.000 dollar naar Villarreal CF waar hij in de reserveteams speelde. Na een verhuur aan Avaí FC, kwam hij in januari 2013 in Frankrijk bij US Boulogne. Hij overleed aan de gevolgen van een auto-ongeluk.